# زو تايكون
زو تايكون (بالإنجليزية: Zoo Tycoon)‏ هي سلسلة ألعاب فيديو لمحاكات تسيير حديقة حيوانات. في البداية تم تطوير السلسلة من طرف «بلو فانج غايمز» ونشرت بواسطة ميكروسوفت ستيديوز.

## الإصدارات
- زو تايكون

أطلقت في 2001 ثم تبعت بحزمتي: Dinosaur Digs و Marine Mania بالإضافة إلى محتوى مجاني قابل للتحميل من موقع ميكروسوفت (Microsoft.com)
. في 2003، تم اطلاق «زو تايكون: التجميعة الكاملة» (Zoo Tycoon: Complete Collection) والتي احتوت اللعبة الأصلية، والحزمتين، والمحتوى المجاني.
- زو تايكون 2

تم اطلاق اللعبة في 2004 ثم تبعت بعدة حزم: «الكائنات المهددة»، «المغامرة الإفريقية»، «ولع البحرية»، «خطر الديناصورات»، «الحيوانات المنقرضة». كما تم اطلاق «زو تايكون: التجميعة القصوى» والتي احتوت على اللعبة الأصلية وجميع الحزم. 
- زو تايكون (2013)

في 2013، أطلقت ميكروسوفت لعبة جديدة مطورة من طرف Frontier Developments حصريا لجهازي «إكس بوكس وان» و «إكس بوكس 360»